# ELFE 1-6
ELFE 1-6 ist der Kurzname von „Ein Leseverständnistest für Erst- bis Sechstklässler“. Er dient der Erfassung von Leseflüssigkeit und -verständnis im Rahmen schulischer Untersuchungen und der Einzelfalldiagnostik. Die Überarbeitung des Verfahrens, ELFE II, ist seit August 2017 verfügbar.

## Aufbau und Anwendungsgebiet
Der Test verfügt über drei Untertests, die das Leseverständnis auf Wort-, Satz- und Textniveau erfassen. In der computerbasierten Version wird zusätzlich eine Schwellenmessung der Worterkennung durchgeführt. Die Durchführungszeit variiert je nach Klassenstufe. Sie beträgt zwischen 20 und 30 Minuten bei einer reinen Bearbeitungszeit von 10 bis 16 Minuten. Die Hauptanwendungsgebiete des Testverfahrens liegen in der Erfassung der Leistung einzelner Schulklassen, Untersuchungen im Rahmen der Bildungsforschung, sowie der Einzelfalldiagnostik z. B. im Rahmen der Diagnostik von Lese-Rechtschreibstörungen.

## Testgütekriterien
Das Verfahren erfüllt alle Anforderungen standardisierter psychologischer Testverfahren:
1. Objektivität: Die Durchführung, Auswertung und Interpretation ist standardisiert.
2. Reliabilität: Die Reliabilitätskennwerte liegen sowohl für die Untertests als auch für das Gesamtverfahren durchweg in einem sehr hohen Bereich.
3. Validität: Validitätsangaben liegen für die Salzburger Lesescreening (SLS 2-9) und dem Lehrerurteil Lesen liegen in einem hohen Bereich. Die Konstruktvalidität zeigt eine sehr gute Passung des Tests mit einem generellen Leseverständnisfaktor.
4. Ökonomie und Normen: Die Normen von ELFE II basieren auf 5073 untersuchten Kindern einer Stichprobe, die hinsichtlich regionaler Verteilung, Geschlecht, Migrationshintergrund, Schulformen, Anteil an Kindern mit LRS und sonderpädagogischem Förderbedarf für die BRD als repräsentativ gelten kann. Die Normen liegen in Form von T-Werten und Prozenträngen monatsweise für den gesamten Zeitraum zwischen dem 8. Schulmonat der ersten Klasse bis zum 3. Monat der siebten Klasse vor. Ein Zusatzband enthält Normen für Kinder mit Migrationshintergrund und stellt eine Diagnosestrategie für die Diagnostik von Lesestörungen bei Kindern vor, die bilingual oder mit einer anderen Familiensprache aufwachsen.